# آندره ویورینک
آندره ویورینک (انگلیسی: André Wiwerink؛ زادهٔ ۱۵ اکتبر ۱۹۸۰) بازیکن فوتبال اهل آلمان است.
از باشگاه‌هایی که در آن بازی کرده‌است می‌توان به باشگاه فوتبال روت‌وایس اسن و باشگاه فوتبال شالکه ۰۴ اشاره کرد.

## یادکرد ویکی‌پدیا
- مشارکت‌کنندگان ویکی‌پدیا. «André Wiwerink». در دانشنامهٔ ویکی‌پدیای انگلیسی، بازبینی‌شده در ۲۸ مارس ۲۰۲۲.